# Działdowo
Działdowo (Soldau fino al 1920 e dal 1939 al 1945) è una città polacca del distretto di Działdowo nel voivodato della Varmia-Masuria, nella regione della Masuria.
Ricopre una superficie di 13,35 km² e nel 2007 contava 20 778 abitanti.

## Storia
La città fu fondata nel Medioevo.
Durante la seconda guerra mondiale, la città fu occupata dalla Germania. Presso Działdowo fu attivo dal 1939 al gennaio 1945 il campo di concentramento di Soldau.

## Comunità urbane e rurali
| Nome polacco | Nome tedesco (fino al 1920)  | Nome polacco | Nome tedesco (fino al 1920) | Nome polacco | Nome tedesco (fino al 1920)           |
| ------------ | ---------------------------- | ------------ | --------------------------- | ------------ | ------------------------------------- |
| Burkat       | Borchersdorf                 | Komorniki    | Kämmersdorf                 | Prusinowo    | Pruschinowen                          |
| Bursz        | Bursch                       | Kramarzewo   | Krämersdorf                 | Rudolfowo    | Rudolfsfelde                          |
| Drzazgi      | Fichtenwalde                 | Krasnołąka   | Schönwiese                  | Ruszkowo     | Rauschken                             |
| Działdowo    | Soldau                       | Księży Dwór  | Niederhof                   | Rywociny     | Rywoczin                              |
| Filice       | Fylitz                       | Kurki        | Kurkau                      | Sękowo       | Schönkau                              |
| Gąsiorowo    | Ganshorn bei Gilgenburg      | Lipówka      | Lindenau                    | Sławkowo     | Frödau                                |
| Gnojenko     | -                            | Malinowo     | Amalienhof                  | Turza Wielka | Groß Tauersee                         |
| Gnojno       | -                            | Mosznica     | Moschnitz                   | Uzdowo       | Usdau                                 |
| Grzybiny     | Groß Grieben 1928-45 Grieben | Myślęta      | Meischlitz                  | Wilamowo     | Wilmsdorf                             |
| Jankowice    | Sassendorf                   | Niestoja     | Niostoy                     | Wysoka       | Hohendorf                             |
| Kisiny       | Kyschienen                   | Petrykozy    | -                           | Zakrzewo     | Polnisch Sakrau 1890-1920 Königshagen |
| Klęczkowo    | Klenzkau                     | Pierławki    | Pierlawken                  |              |                                       |
| Kolgartowo   | Kohlgardtshof                | Pożary       | Posaren                     |              |                                       |

## Sport
La più importante società calcistica è Start Działdowo.

## Galleria d'immagini

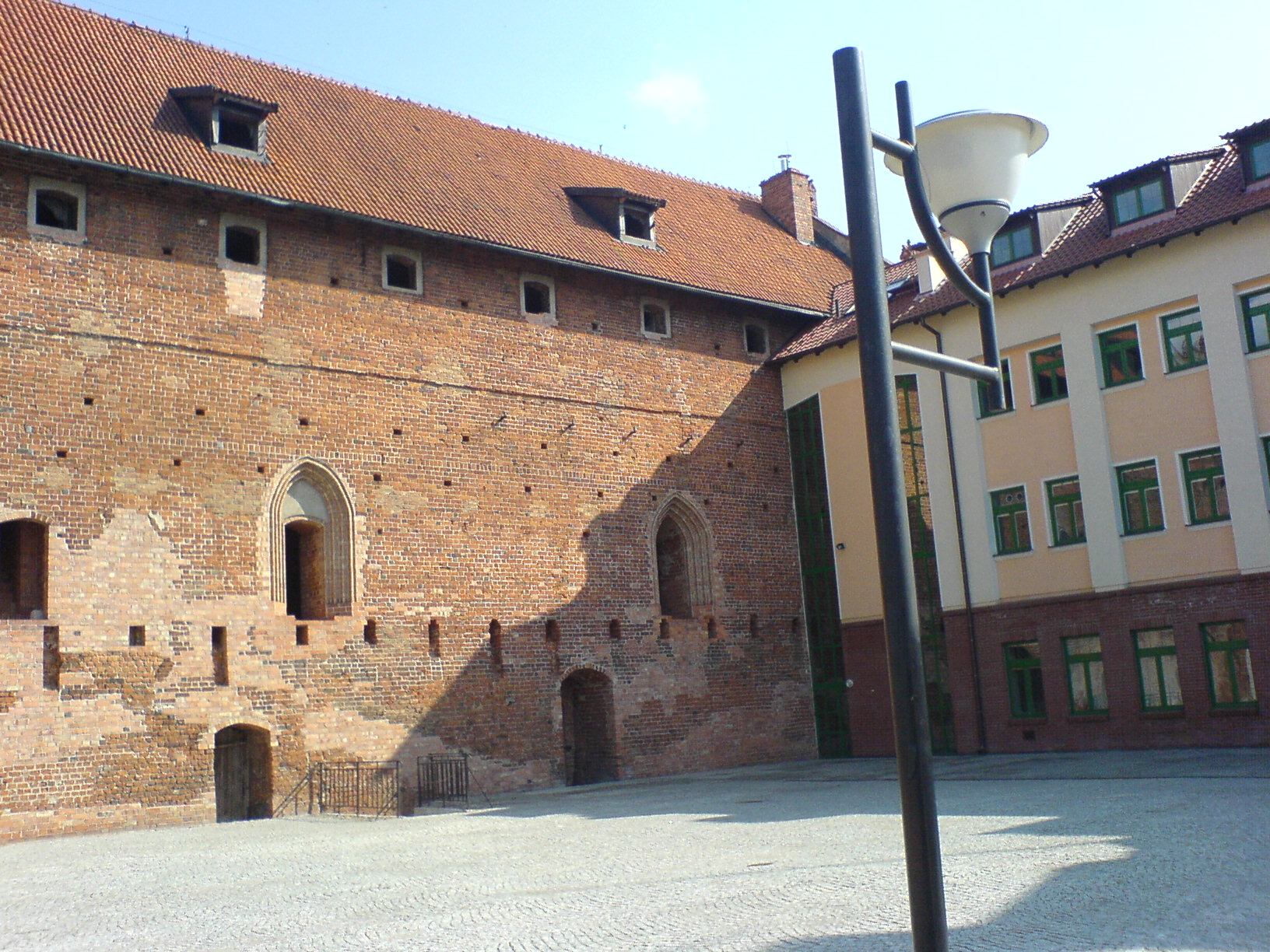
Castello
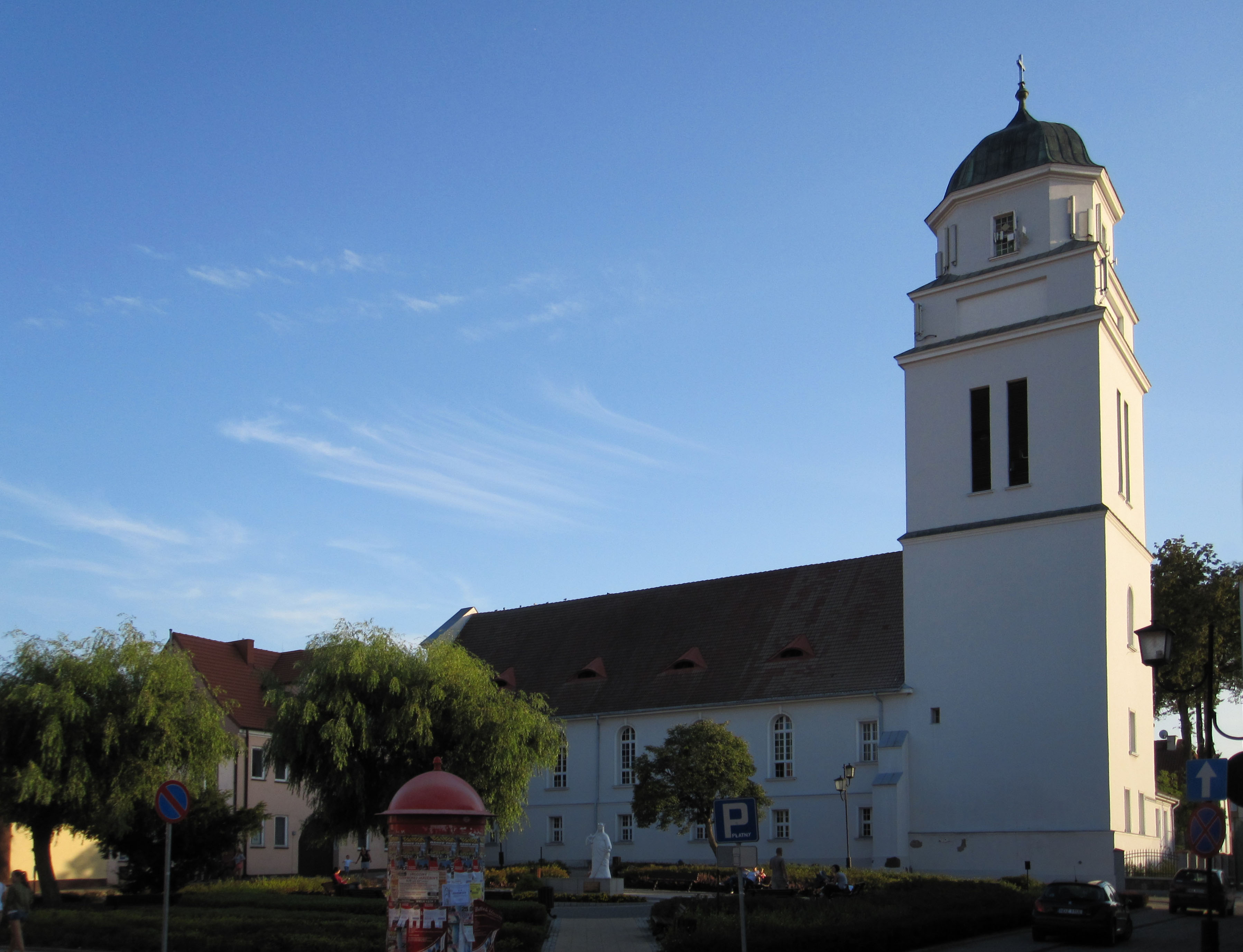
Chiesa dell'Esaltazione della Santa Croce
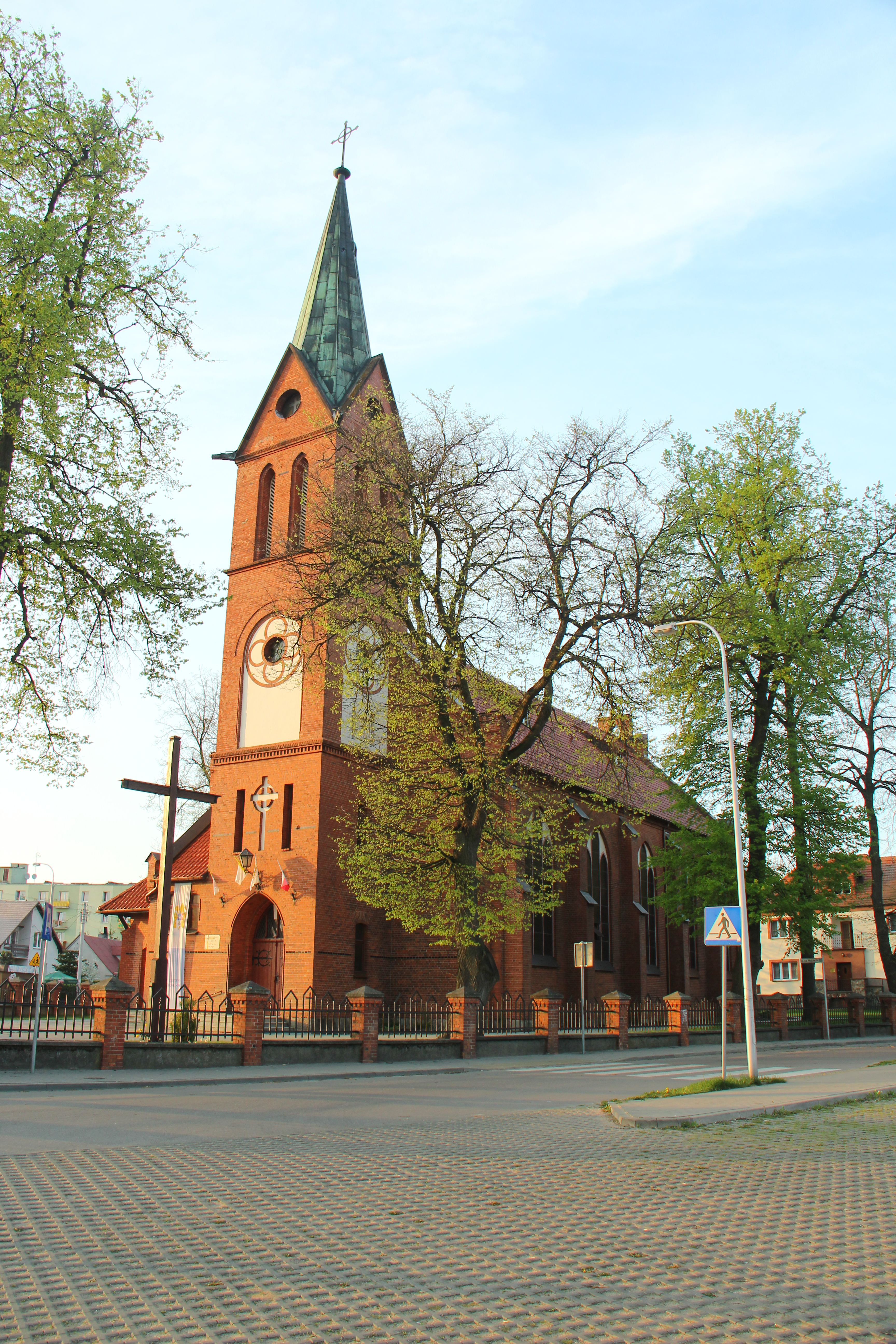
Chiesa di San Adalberto
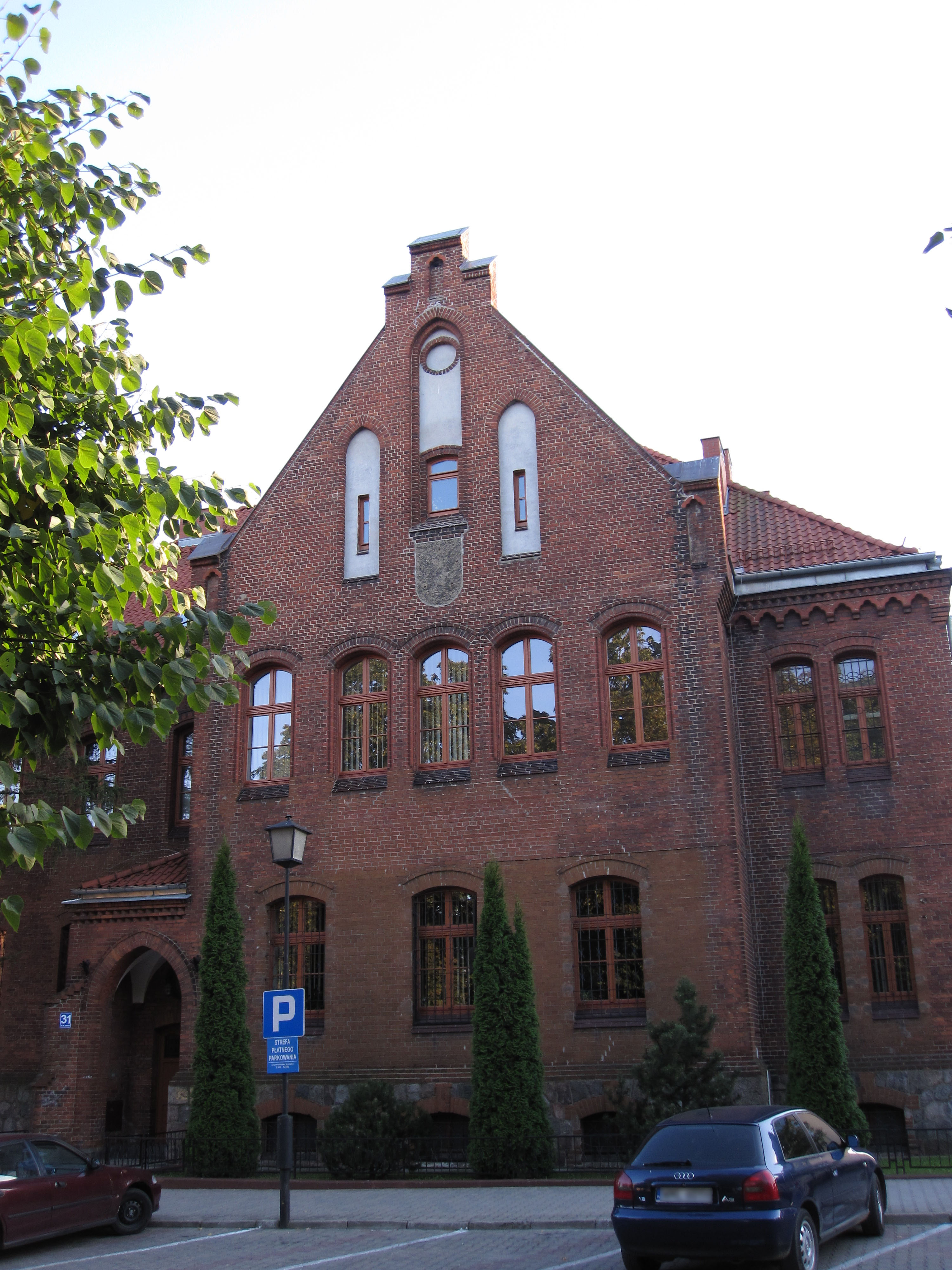
Tribunale distrettuale
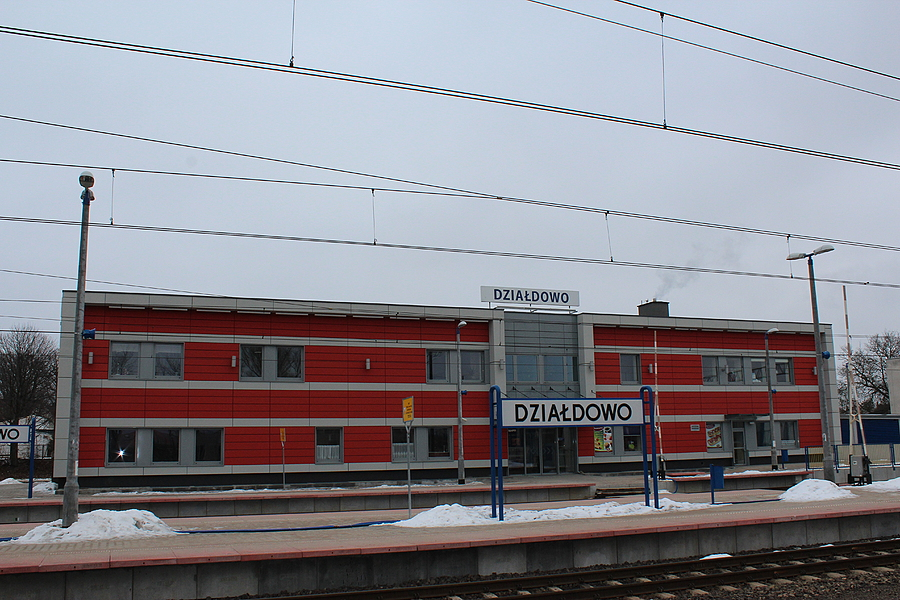
Stazione ferroviaria